# 11001001
11001001은 《스타 트렉: 넥스트 제너레이션》의 첫 번째 시즌 열다섯 번째 에피소드이다. 1988년 2월 1일 방영되었다.

## 줄거리
우주력 41365.9, USS 엔터프라이즈 (NCC-1701-D)는 수리와 업그레이드를 위해 타사스 III 행성에 위치한 스타베이스 74 기지로 가게 된다. 피카드와 라이커는 일단 스타베이스 74에 있다가 다시 함교로 돌아온다.
그런데 알 수 없는 이유로 바이나인에 의해 납치되고, 스타베이스 74로부터 66시간 떨어진 곳까지 가게 된다. 그곳에 '바이나우스' 행성이 있었으며 바이나인들은 바이나우스 행성에 있는 고장난 컴퓨터를 수리하기 위해 엔터프라이즈호가 필요했던 것이다. 그 동안, 피카드와 라이커는 새로운 홀로덱 프로그램을 체험하게 된다.
피카드와 라이커는 사태를 알아채고 함교로 갔으나 바이나인들은 이미 죽은 상태였다. 피카드와 라이커는 컴퓨터에 상당량의 데이터가 저장되어 있음을 알아 내고 암호를 풀려고 노력한다. 데이터는 피카드에게 암호가 1과 0으로 이루어진 8자리의 2진수 또는 16진수라고 말해 준다. 피카드와 라이커는, 암호가 11001001임을 알아 내고 암호를 입력하였으나 실패한다.
이유를 알아보니, 바이나인들은 둘씩 작업하기 때문에, 암호를 풀 때 두 명이 동시에 풀어야 한다는 것을 알게 된다. 다시 시도한 결과, 암호가 풀리고, 진단 프로그램이 실행된다. 이후 바이나인들은 다시 살아나며, 엔터프라이즈호는 다시 스타베이스 74로 돌아온다.